# Чудакиње
Чудакиње (енгл. Bizaardvark) је америчка хумористичка телевизијска серија твораца Кајла Стегине и Џоша Лермана која се емитовала од 24. јуна 2016. до 13. априла 2019. на каналу Disney Channel. Главне улоге тумаче Медисон Ху, Оливија Родриго, Џејк Пол, Девор Ледриџ, Итан Вокер, Максвел Симкинс и Ели Самуи. У додатку регуларним епизодама, серија је такође емитовала кратке епизоде под називом Чудакиње кратке.

## Радња
Френки Вонг и Пејџ Олвера су најбоље пријатељице тинејџерке које објављују смешне песме и комичне видео записе на интернету. Након што су премашиле 10.000 претплатника на њиховом Вјугл каналу, примљене су у Вјугл студије, где снимају своје видео снимке, а истовремено их морају делити са другим „вјуглерима”. У трећој сезони, Френки и Пејџ су међу вјуглерима који похађају кућу Вјугл у Малибуу, где они, Амелија Дакворт (која има канал за самопомоћ усмерен на девојке) и Бернард Миријам „Берни” Шоц (бивши агент Чудакиња) упознају два нова вјуглера: Роднија и Зејна.

## Епизоде
| Сезона | Сезона | Епизоде | Епизоде | Оригинално емитовање | Оригинално емитовање |
| Сезона | Сезона | Епизоде | Епизоде | Премијера            | Финале               |
| ------ | ------ | ------- | ------- | -------------------- | -------------------- |
|        | 1.     | 20      | 20      | 24. јун 2016.        | 27. јануар 2017.     |
|        | 2.     | 22      | 22      | 23. јун 2017.        | 13. април 2018.      |
|        | 3.     | 21      | 21      | 24. јул 2018.        | 13. април 2019.      |

## Улоге
| Глумац          | Улога           |
| --------------- | --------------- |
| Медисон Ху      | Френки Вонг     |
| Оливија Родриго | Пејџ Олвера     |
| Џејк Пол        | Дирк Ман        |
| Девор Ледриџ    | Амелија Дакворт |
| Итан Вокер      | Берни Шоц       |
| Максвел Симкинс | Зејн            |
| Ели Самуи       | Родни           |